# Arthur Ashe Courage Award
Le Arthur Ashe Courage Award (quelquefois nommé Arthur Ashe Award for Courage ou Arthur Ashe Courage and Humanitarian Award) est présenté comme étant une partie des ESPY Awards. Le prix a été nommé d'après le joueur de tennis américain Arthur Ashe. Bien qu'il s'agisse d'un prix axé sur le sport, il ne se limite pas aux personnes ou aux actions liées au sport, car il est attribué à toute personne dont les actions « transcendent le sport ». Selon ESPN, l'organisme responsable de l'attribution du prix, « les récipiendaires reflètent l'esprit d'Arthur Ashe, qui font preuve de force face à l'adversité, de courage face au danger et ont la volonté de défendre leurs convictions quel qu'en soit le prix à payer ».
Le prix inaugural, décerné pendant les ESPY Awards de 1993, a été remis au joueur, entraîneur de Basket-ball universitaire et diffuseur américain Jim Valvano,. En 1993, ESPN s'associe à Valvano pour créer la V Foundation qui remet le prix annuel Jimmy V Award à « un membre méritant du monde sportif qui a surmonté de grands obstacles par la persévérance et la détermination »,. Souffrant d'un cancer, Valvano a prononcé un discours d'acceptation qui « a mis le Madison Square Garden à ses pieds hurlant et larmoyant ». Valvano meurt deux mois après avoir reçu le prix.   Bien que le prix soit habituellement remis à des individus, il a été remis à plus d'une personne à six reprises : Les anciens athlètes du Vol 93 United Airlines (2002), Pat et Kevin Tillman (2003), Emmanuel Ofosu Yeboah et Jim MacLaren (2005), Roia Ahmad et Shamila Kohestani (2006), Trevor Ringland et David Cullen (2007) et Tommie Smith et John Carlos (2008). La récompense a été remise à titre posthume à cinq reprises. 
Le prix 2018 est remis aux plus de 200 filles, dont Simone Biles, McKayla Maroney, Aly Raisman, Jordyn Wieber, Gabby Douglas et Maggie Nichols, « survivantes » des abus sexuel au sein de la Fédération américaine de gymnastique.

## Récipiendaires
|  | † indique un prix à titre posthume |

| Année | Image                               | Récipiendaire(s)                                      | Notes | Réf(s). |
| ----- | ----------------------------------- | ----------------------------------------------------- | --- | ------- |
| 1993  |                                     | Jim Valvano                                           | joueur, entraîneur de Basket-ball universitaire et diffuseur américain, mort d'un adénocarcinome | [ 4 ]   |
| 1994  |                                     | Steve Palermo (en)                                    | Juge-arbitre de la Ligue majeure de baseball, paralysé depuis la taille après avoir tenté d'empêcher une agression | [ 8 ]   |
| 1995  | Howard Cosell en 1975               | Howard Cosell (en)                                    | Journaliste, créateur de SportsBeat, le premier programme sérieux de journalisme sportif d'investigation | [ 9 ]   |
| 1996  |                                     | Loretta Claiborne (en)                                | Athlète pluridisciplinaire de sport Special Olympics | [ 10 ]  |
| 1997  | Muhammad Ali in 2006                | Mohamed Ali                                           | Boxeur, un exemple de fierté raciale pour les Afro-Américains et de résistance à la suprématie blanche lors du mouvement afro-américain des droits civiques. | ,       |
| 1998  | Dean Smith en 2007                  | Dean Smith                                            | entraîneur de Basket-ball universitaire pendant 36 ans à l'Université de Caroline du Nord à Chapel Hill | [ 13 ]  |
| 1999  | Billie Jean King en 2016            | Billie Jean King                                      | Joueuse de tennis, a fait campagne pour l'égalité des dotations des tournois entre les femmes et les hommes | [ 14 ]  |
| 2000  |                                     | William David Sanders (en)†                           | Entraîneur sportif de lycée abattu en défendant les étudiants lors de la fusillade de Columbine | ,       |
| 2001  | Cathy Freeman en 2008               | Cathy Freeman                                         | Athlète aborigène, première athlète de cette ethnie à devenir médaillée d'or aux Jeux du Commonwealth | [ 17 ]  |
| 2002  | Flight 93 National Memorial         | Todd Beamer† Mark Bingham† Tom Burnett† Jeremy Glick† | Athlètes à bord du Vol 93 United Airlines qui ont tenté de reprendre le contrôle aux pirates de l'air | [ 15 ]  |
| 2003  | Pat Tillman en 2003                 | Pat Tillman† (sur la photo) Kevin Tillman             | Footballeur américain tué par un tir ami en Afghanistan. Son frère Kevin était un joueur de baseball de la Ligue mineur avant de s'enrôler, devenant par la suite un activiste anti-guerre en Irak. | [ 15 ]  |
| 2004  | George Weah en 2016                 | George Weah                                           | Footballeur libérien devenu ambassadeur de bonne volonté de l'ONU | [ 18 ]  |
| 2005  |                                     | Emmanuel Ofosu Yeboah (en) Jim MacLaren               | Yeboah, ayant jambe malformée, a attiré l'attention sur les personnes handicapées au Ghana en faisant du vélo à travers le pays. McLaren est devenu un triathlète accompli après avoir été amputé d'une jambe. | [ 19 ]  |
| 2006  |                                     | Roia Ahmad (en) Shamila Kohestani                     | Équipe de football de l'association des femmes afghanes | [ 20 ]  |
| 2007  | David Cullen en 2008                | Trevor Ringland David Cullen (sur la photo)           | Membres de Peace Players International qui utilisent le basketball pour unir et éduquer les enfants | [ 21 ]  |
| 2008  | Tommie Smith et John Carlos en 1968 | Tommie Smith John Carlos                              | Athlètes olympiques sur piste, médaillés aux Jeux olympiques d'été de 1968, qui firent le salut des Black Power sur le podium lors de la remise des médailles | [ 22 ]  |
| 2009  | Nelson Mandela en 2008              | Nelson Mandela                                        | Président de l'Afrique du Sud (1994-1999) | [ 23 ]  |
| 2010  |                                     | Ed Thomas (en)†                                       | Entraîneur de football américain dans une école secondaire, abattu par un ancien élève | [ 15 ]  |
| 2011  |                                     | Dewey Bozella (en)                                    | Boxeur, emprisonné à tort pendant 26 ans | [ 24 ]  |
| 2012  | Pat Summit en 2008                  | Pat Summitt                                           | Entraîneur de basket-ball qui a eu le plus grand nombre de victoires de l'histoire du basket-ball de la NCAA, mise à la retraite avec l'apparition précoce de la maladie d'Alzheimer | [ 25 ]  |
| 2013  | Robin Roberts en 2010               | Robin Roberts (en)                                    | Diffuseur, a sensibilisé l'opinion publique sur le don de moelle osseuse grâce à la couverture médiatique de sa propre maladie | [ 26 ]  |
| 2014  | Michael Sam en 2008                 | Michael Sam                                           | Joueur de football américain, premier joueur publiquement gay à être incorporé dans la NFL | [ 4 ]   |
| 2015  | Caitlyn Jenner en 2015              | Caitlyn Jenner                                        | Ancien athlète olympique d'athlétisme et personnalité de la télévision transgenre | [ 27 ]  |
| 2016  |                                     | Zaevion Dobson (en)†                                  | Joueur de football américain qui a utilisé son corps pour protéger deux femmes d'un tireur en voiture | [ 15 ]  |
| 2017  | Eunice Kennedy Shriver              | Eunice Kennedy Shriver†                               | fondatrice de l'organisation sportive Special Olympics | ,       |
| 2018  |                                     | gymnastes américaines victimes d'abus sexuel          | Plus de 200 filles, pour la plupart des gymnastes, dont Simone Biles, McKayla Maroney, Aly Raisman, Jordyn Wieber, Gabby Douglas et Maggie Nichols, qui ont survécu à la violence de Larry Nassar, ont parlé et fait la lumière sur la violence sexuelle dans les sports, et ont exigé un changement et une responsabilisation. | [ 29 ]  |